# Romany Gilmour
Pour les articles homonymes, voir Gilmour.
Romany Gilmour est une musicienne anglaise née le 21 avril 2002. Harpiste et guitariste, elle est également chanteuse. Ses parents sont Polly Samson, journaliste et écrivaine, et David Gilmour, musicien et guitariste de Pink Floyd. 

## Carrière
Pendant le confinement dû à l'épidémie de COVID, en 2020-2021, David Gilmour et sa famille créent une série de livestreams, sous le nom de « Von Trapped Family », qui sont publiés sur YouTube. Dans ceux-ci, on voit Romany jouer de la harpe et chanter avec son père.  
Dans le même temps , Romany Gilmour chante dans les chœurs et joue de la harpe sur le single inédit Yes, I have Ghosts de David Gilmour qui accompagne le livre audio A Theatre for Dreamers écrit par sa mère Polly Samson, .  
En 2023-2024, Romany Gilmour travaille avec son père lors de la création de son nouveau projet d'album solo Luck and Strange. Elle y chante dans les chœurs et joue de la harpe. David Gilmour lui confie le chant principal de la chanson Between two Points, une reprise du groupe anglais Montgolfier Brothers. En 2024, elle accompagne son père dans sa tournée mondiale qui suit la sortie de l'album,.   